# Forme automorphe

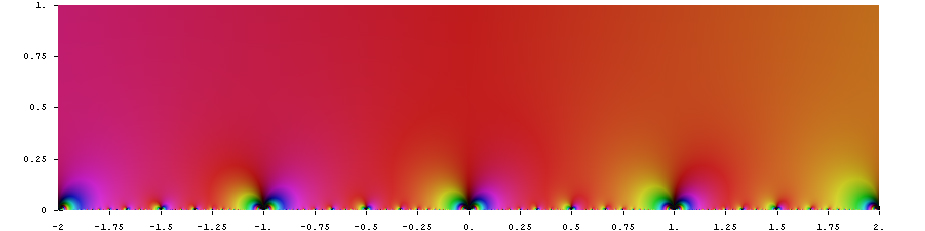
La fonction êta de Dedekind est une forme automorphe dans le plan complexe.

En analyse harmonique et en théorie des nombres, une forme automorphe est une fonction définie sur un groupe topologique G et à valeurs dans le corps des nombres complexes (ou un espace vectoriel complexe) qui est invariante (ou plus généralement possèdent « de bonnes propriétés » d'équivariance) sous l'action d'un sous-groupe discret {\displaystyle \Gamma } du groupe G et qui vérifie certaines conditions de dérivabilité et de croissance à l'infini. Les formes automorphes sont une généralisation de l'idée de fonctions périodiques sur la droite réelle ou un espace euclidien à des groupes topologiques généraux.
Les formes modulaires sont des formes automorphes définies sur les groupes {\displaystyle \operatorname {SL} _{2}(\mathbb {R} )} et {\displaystyle \operatorname {PSL} _{2}(\mathbb {R} )} et prenant comme sous-groupe discret le groupe modulaire ; en ce sens la théorie des formes automorphes est une généralisation de la théorie des formes modulaires. Plus généralement, l'approche adélique permet une définition plus intrinsèque, en considérant toutes les classes de congruences de sous-groupes à la fois.
Poincaré a d'abord découvert les formes automorphes comme généralisations des fonctions trigonométriques et elliptiques. Grâce aux conjectures de Langlands, dont elles sont un ingrédient essentiel, les formes automorphes jouent un rôle important dans la théorie des nombres moderne.

## Définition
En mathématiques, la notion de facteur d'automorphie intervient lorsqu'un groupe agit sur une variété analytique complexe. Supposons qu'un groupe {\displaystyle G} agisse sur une variété analytique complexe {\displaystyle X}. Alors, {\displaystyle G} agit également sur l'espace des fonctions holomorphes de {\displaystyle X} vers {\displaystyle \mathbb {C} }. Une fonction {\displaystyle f} est appelée forme automorphe si les conditions suivantes sont satisfaites :
{\displaystyle f(g.x)=j_{g}(x)f(x)},
où {\displaystyle j_{g}(x)} est une fonction holomorphe partout non nulle.
Le facteur d'automorphie pour la forme automorphe {\displaystyle f} est la fonction {\displaystyle j}. Une fonction automorphe est une forme automorphe pour laquelle {\displaystyle j} est l'identité. Il est difficile d'obtenir des exemples de formes automorphes concrètes, bien que certaines aient des propriétés directement analytiques :
- la série d'Eisenstein (qui est une forme modulaire) sur certaines extensions de corps) ;
- certaines généralisations de la fonction L de Dirichlet dans la théorie des corps de classes.

## Historique
Avant que ce cadre très général ne soit proposé (vers 1960), quelques développements substantiels des formes automorphes autres que les formes modulaires avait été proposées. Le cas d'un groupe fuchsien avait déjà reçu l'attention avant 1900, notamment par Poincaré. Les formes modulaires de Hilbert ont été proposées peu de temps après, bien qu'une théorie complète n'ait pas tout de suite vu le jour. Les formes modulaires de Siegel, pour lesquelles G est un groupe symplectique, sont apparues naturellement en considérant les espaces modulaires et les fonctions thêta.
L'intérêt porté après-guerre aux fonctions complexes de plusieurs variables à naturellement amené à poursuivre l'idée de forme automorphe dans les cas où les formes sont effectivement analytiques complexes. Beaucoup de travail a été fait, en particulier par Ilya Piatetski-Shapiro, dans les années 1960, pour créer une telle théorie. L'application de la formule des traces de Selberg a montré la profondeur considérable de la théorie. Robert Langlands a montré comment (en général, de nombreux cas particuliers étant connus) le théorème de Riemann-Roch pouvait être appliqué au calcul des dimensions des espaces de formes automorphes ; c'est une sorte de vérification post hoc de la pertinence de la notion.